# Novi port
Novi port (rusko: Но́вый Порт, Novi Port, prevod: Novo pristanišče) je naselbina v Zahodni Sibiriji. Leži ob ustju reke - veletoka Ob ob Karskem morju.
Upravno je uvrščeno v Jamalo-Nenetsko avtonomno okrožje (rusko:Яма́ло-Не́нецкий автоно́мный о́круг) in Uralsko zvezno okrožje (rusko: Ура́льский федера́льный о́круг).
Naselbina je bila vzpostavljena v 30. letih 20. stoletja, za potrebe koriščenja nahajališč rudnin, nafte in zemeljskega plina, ki se nahajajo v bližnji okolici. Vse omenjene dejavnosti so se ohranile vse do danes. Pomembna gospodarska panoga pa je tudi ribištvo. Pristanišče Novi port, poleg pristanišča v Diksonu, velja za eno od dveh glavnih pristanišč ob Karskem morju.